# Ann Roth
Ann Roth (Hanover, Pensilvania, EE. UU., 30 de octubre de 1931) es una diseñadora de vestuario para cine y teatro.

## Biografía
Ann Roth nació el 30 de octubre de 1931 en Hanover, Pensilvania, EE. UU.. Graduada de Carnegie Tech, Ann Roth entró al mundo del escenario como pintora de escenarios en el Pittsburgh ópera antes de ser contratada en Broadway como asistente a Irene Sharaff. Para mediados de los 50, Ann Roth era una de las más solicitadas diseñadoras en Broadway. En 1964, empezó también a trabajar en cine en la película The World of Henry Orient.

## Filmografía
- Barbie (2023)
- Evening (2007)
- The Good Shepherd (2006)
- Freedomland (2006)
- Closer (2004)
- The Village (2004)
- The Stepford Wives (2004)
- Cold Mountain (2003)
- The Hours (2002)
- Signs (2002)
- Changing Lanes (2002)
- Someone Like You... (2001)
- Finding Forrester (2000)
- What Planet Are You From? (2000)
- The Talented Mr. Ripley (1999)
- The Out-of-Towners (1999)
- The Siege (1998)
- Primary Colors (1998)
- Hush (1998)
- In & Out (1997)
- El paciente inglés (1996)
- The Birdcage (1996)
- Antes y después (1996)
- Sabrina (1995)
- Just Cause (1995)
- Wolf (1994)
- Guarding Tess (1994)
- Dennis the Menace (1993)
- Dave (1993)
- Consenting Adults (1992)
- School Ties (1992)
- A Stranger Among Us (1992)
- The Mambo Kings (1992)
- Regarding Henry (1991)
- The Bonfire of the Vanities (1990)
- Pacific Heights (1990)
- Postcards from the Edge (1990)
- Q & A (1990)
- Everybody Wins (1990)
- Family Business (1989)
- Her Alibi (1989)
- The January Man (1989)
- Working Girl (1988)
- Funny Farm (1988)
- Biloxi Blues (1988)
- Stars and Bars (1988)
- The Unbearable Lightness of Being (1988)
- The House of Blue Leaves (1987) (TV)
- The Morning After (1986)
- Heartburn (1986)
- Sweet Dreams (1985)
- Maxie (1985)
- Jagged Edge (1985)
- The Slugger's Wife (1985)
- Places in the Heart (1984)
- The Man Who Loved Women (1983)
- Silkwood (1983)
- The Survivors (1983)
- The World According to Garp (1982)
- Rollover (1981)
- Only When I Laugh (1981)
- Honky Tonk Freeway (1981)
- Second-Hand Hearts (1981)
- Nine to Five (1980)
- The Island (1980)
- Dressed to Kill (1980)
- Promises in the Dark (1979)
- Hair (1979)
- Nunzio (1978)
- Coming Home (1978)
- The Goodbye Girl (1977)
- Burnt Offerings (1976)
- Drum (1976)
- Independence (1976)
- Murder by Death (1976)
- Valley Forge (1975) (TV)
- The Happy Hooker (1975)
- Mandingo (1975)
- Como plaga de langosta (1975)
- Law and Disorder (1974)
- Crazy Joe (1974)
- Enemies (1974) (TV)
- The Valachi Papers (1972)
- All the Way Home (1971) (TV)
- Klute (1971)
- They Might Be Giants (1971)
- The Pursuit of Happiness (1971)
- The Owl and the Pussycat (1970)
- The People Next Door (1970)
- Jenny (1970)
- Midnight Cowboy (1969)
- Pretty Poison (1968)
- Sweet November (1968)
- Up the Down Staircase (1967)
- A Fine Madness (1966)
- The World of Henry Orient (1964)

## Premios y nominaciones
Óscar
| Año  | Categoría                 | Película                | Resultado |
| ---- | ------------------------- | ----------------------- | --------- |
| 1985 | Mejor diseño de vestuario | En un lugar del corazón | Nominada  |
| 1997 | Mejor diseño de vestuario | El paciente inglés      | Ganadora  |
| 2000 | Mejor diseño de vestuario | The Talented Mr. Ripley | Nominada  |
| 2003 | Mejor diseño de vestuario | The Hours               | Nominada  |

Premios BAFTA
| Año  | Categoría                 | Película              | Resultado |
| ---- | ------------------------- | --------------------- | --------- |
| 1976 | Mejor diseño de vestuario | The Day of the Locust | Ganadora  |
| 1997 | Mejor diseño de vestuario | El paciente inglés    | Nominada  |
| 2004 | Mejor diseño de vestuario | Cold Mountain         | Nominada  |

Premios Primetime Emmy
| Año  | Categoría                                         | Trabajo           | Resultado |
| ---- | ------------------------------------------------- | ----------------- | --------- |
| 1986 | Mejor vestuario - Miniserie, telefilme o especial | Roanoak: Part I   | Nominada  |
| 2004 | Mejor vestuario - Miniserie, telefilme o especial | Angels in America | Nominada  |
| 2011 | Mejor vestuario - Miniserie, telefilme o especial | Mildred Pierce    | Nominada  |

Premios Tony
| Año  | Categoría                     | Trabajo                  | Resultado |
| ---- | ----------------------------- | ------------------------ | --------- |
| 1976 | Mejor vestuario               | The Royal Family         | Nominada  |
| 1979 | Mejor vestuario               | The Crucifer of Blood    | Nominada  |
| 1986 | Mejor vestuario               | The House of Blue Leaves | Nominada  |
| 2011 | Mejor vestuario en un musical | The Book of Mormon       | Nominada  |
| 2013 | Mejor vestuario en una obra   | The Nance                | Ganadora  |
| 2016 | Mejor vestuario en un musical | Shuffle Along            | Nominada  |
| 2018 | Mejor vestuario en una obra   | Three Tall Women         | Nominada  |
| 2018 | Mejor vestuario en una obra   | The Iceman Cometh        | Nominada  |
| 2018 | Mejor vestuario en un musical | Carousel                 | Nominada  |